# CyanogenMod
CyanogenMod, comúnmente abreviado y conocido como CM, es un sistema operativo descontinuado de código abierto desarrollado por Cyanogen para teléfonos móviles y tabletas, basado principalmente en el popular sistema operativo Android que fue desarrollado como software libre y de código abierto y basado en las versiones oficiales de Android desarrolladas por Google, donde se le agrega código propio y de terceros. Su modelo de desarrollo es rolling release. Sus servicios dejaron de estar operativos a partir del 31 de diciembre de 2016, siendo descontinuado y sustituido en su lugar por el proyecto abierto denominado: LineageOS.
Posee varias características, herramientas y aplicaciones adicionales, que no se encuentran en las versiones oficiales basadas en Android suministradas por los fabricantes originales de teléfonos móviles. Algunas de estas características son el soporte nativo de temas, soporte para códec de audio FLAC, una gran cantidad de nombres de puntos de acceso, un cliente de OpenVPN, una aplicación de control de permisos por aplicación llamado Privacy Guard, soporte para tethering mediante Wi-Fi, Bluetooth o USB, overclocking de CPU y otras mejoras de desempeño, acceso de superusuario, entre otras.
Cyanogen aseguró que sus modificaciones mejoraron el rendimiento y la fiabilidad frente a las versiones oficiales del software, de acuerdo con sus desarrolladores y debido a su modelo de desarrollo de código abierto y por no contener spyware o bloatware.

## Desarrollo
Poco después de la introducción del terminal HTC Dream en septiembre de 2008, la comunidad de desarrolladores Android encontró un método para obtener permisos de superusuario (root) en el subsistema Linux de Android (procedimiento conocido como 'rooteado' del dispositivo). Este descubrimiento, combinado con la naturaleza de código abierto de Android, permitió modificar los firmwares originales y reinstalarlos en el teléfono a voluntad.
La última versión de CyanogenMod se basa en Android 6.0.1 (Marshmallow). Las porciones de código modificado están escritas fundamentalmente por Cyanogen (Steve Kondik), pero incluye contribuciones procedentes de la comunidad de desarrolladores XDA Developers (como el navegador mejorado) y de otros contribuyentes al proyecto.
Cyanogen también mantiene la imagen de restauración utilizada en combinación con CyanogenMod. Proporciona un modo de arranque especial que se utiliza para crear copias de seguridad y restaurar el software del dispositivo, o reparar y actualizar el firmware. Es un integrante esencial de los métodos de rooteado "un clic" disponibles para la mayoría de dispositivos Android actuales.
La aplicación CyanogenMod Updater permitía a los usuarios recibir notificaciones de actualización, descargarlas e instalarlas en su terminal. Estaba disponible a través de la tienda de aplicaciones de Google (Google Play Store) y fue desarrollada por Garok89 (Ross McAusland) y Firefart (Christian Mehlmauer) de la comunidad XDA Developers, basándose en JF-Updater de Sergi Vélez. Ahora es la aplicación ROM Manager la que mejor cumple estas tareas. La aplicación, desarrollada por Koush (Koushik Dutta) también está disponible en la tienda, y viene integrada en CyanogenMod.
A partir de julio de 2016, tras una reestructuración de la compañía, Cyanogen cambió de nombre a Andrasta y finalmente pasó a ser Cyngn, siendo su nuevo objetivo el desarrollo de tecnologías de conducción autónoma.

## Controversia sobre la licencia
Hasta la versión 4.1.11.1, CyanogenMod incluía varias aplicaciones de código cerrado de Google, como Gmail, Maps, Market, Talk y YouTube, así como varios controladores privativos. Estos paquetes se incluían en las distribuciones originales de Android, pero sus licencias impedían distribuirlos libremente. Cuando Google envió una carta de cese y desistimiento al jefe de desarrollo de CyanogenMod, Steve Kondik, a finales de septiembre de 2009, quejándose de la situación, el desarrollo se interrumpió durante algunos días. Muchos usuarios de CyanogenMod reaccionaron de manera hostil contra Google, y muchos opinaban que las amenazas legales de Google contravenían sus propios intereses y violaban su lema corporativo informal: "Don't be evil" ("No seas malvado").
Esta acción por parte de Google también generó reacciones en diferentes medios de comunicación como PC World, The Register, The Inquirer, Ars Technica, ZDNet y eWeek.
Tras una declaración de Google que explicaba su posición y la posterior negociación entre Google y Cyanogen, se decidió que el proyecto CyanogenMod podría continuar, con la condición de que no incorporase los componentes privativos en conflicto.
Como solución satisfactoria, se determinó que las aplicaciones privativas suministradas con el software original podían ser copiadas al teléfono antes de la modificación, y después restauradas en el sistema con CyanogenMod sin infringir ningún tipo de copyright. A pesar de todo, y como consecuencia de la disputa, algunos desarrolladores decidieron comenzar la creación de aplicaciones de código abierto que reemplacen a las proporcionadas por Google.
Cyanogen también avisó de que, aunque la disputa con Google estaba cerrada, aún persistían potenciales problemas de licencia en relación con los controladores privativos que se distribuían con su modificación.

## Privacidad
En abril de 2013 los desarrolladores de CyanogenMod votaron en contra de la protección de la privacidad del usuario, argumentando que los fabricantes se sentirían molestos, y decidieron obligar a sus usuarios a enviar datos específicos de sus dispositivos destinados a ayudar al desarrollo de mejores versiones de esta ROM,

“No tener un recuento preciso de cuánta gente usa CyanogenMod es doloroso. He tomado una decisión ejecutiva para eliminar la opción de deshabilitar las estadísticas, que ahora están activadas siempre. Los datos son anónimos y no hay nada malvado que pueda hacerse con ellos. El único propósito es saber si estamos trabajando en un proyecto exitoso o no“
Steve Kondik

Los datos que pretendían recopilarse eran: IMEI anónimo, Nombre del dispositivo, Versión de CyanogenMod, País y Operadora. Muchos de esos usuarios protestaron abiertamente contra la decisión argumentando que ese cambio en la política de recolección de datos suponía una «amenaza a la privacidad», y que la opción de deshabilitar el envío de estadísticas era lo más deseable. Las protestas aumentaron e incluso se comentó la posibilidad de crear una bifurcación de CyanogenMod específicamente destinado a solventar ese problema de las estadísticas. Finalmente, Steve Kondik, decidió dar marcha atrás y comunicó:

“He vuelto a activar la opción de deshabilitar las estadísticas en CyanogenMod esta mañana. Es increíblemente frustrante que un puñado de personas especialmente comunicativas estén preparándose para hacer un “fork” por este problema. [..] no hay un plan siniestro para hackear los datos con hash y vender vuestros secretos más profundos a Verizon o a la NSA. [..] El cambio era bien intencionado, y solo queríamos tener mejores respuestas a ciertas preguntas. Hay muchas aplicaciones que están haciendo cosas muy sospechosas como subir a sus servidores todos tus contactos sin tu permiso, así que ciertas sospechas son entendibles. Jamás querría que CyanogenMod se perciba como un grupo que no respeta la privacidad de sus usuarios.

## Historial de versiones
Para los cambios del sistema operativo ver el artículo 
| Versión de CyanogenMod | Versión de Android               | Fecha Lanzamiento | Cambios notables |
| ---------------------- | -------------------------------- | ----------------- | --- |
| 3.1                    | Android 1.5 (Cupcake)            | 2009              | |
| 3.2                    | Android 1.5 (Cupcake)            | 2009              | |
| 3.3.x                  | Android 1.5 (Cupcake)            | 2009              | |
| 3.4.x                  | Android 1.5 (Cupcake)            | 2009              | |
| 3.5.x                  | Android 1.5 (Cupcake)            | 2009              | |
| 3.6.x                  | Android 1.5 (Cupcake)            | 2009              | 3.6.8 en adelante basado en Android 1.5r3 |
| 3.9.x                  | Android 1.5 (Cupcake)            | 2009              | 3.9.3 en adelante tiene soporte a FLAC |
| 4.0.x                  | Android 1.5/6 (Cupcake/Donut)    | 2009              | |
| 4.1.x                  | Android 1.5/6 (Cupcake/Donut)    | 2009              | 4.1.4 en adelante basado en Android 1.6 (Donut); QuickOffice eliminado de 4.1.4 en adelante; Software propietario de Google separado debido al "cese y desista" de la 4.1.99 en adelante |
| 4.2.x                  | Android 1.5/6 (Cupcake/Donut)    | 2009              | 4.2.3 en adelante tiene soporte a USB tethering; 4.2.6 en adelante basado en Android 1.6r2; 4.2.11 en adelante agrega zum con los dedos para la navegación web, zum con los dedos y teclado swipe para Galería. |
| 5.0.0                  | Android 2.0 / 2.1 (Eclair)       | 14-02-2010        | |
| 5.0.1                  | Android 2.0 / 2.1 (Eclair)       | 14-02-2010        | |
| 5.0.2                  | Android 2.0 / 2.1 (Eclair)       | 14-02-2010        | |
| 5.0.3.x                | Android 2.0 / 2.1 (Eclair)       | 20-02-2010        | |
| 5.0.4.x                | Android 2.0 / 2.1 (Eclair)       | 27-02-2010        | |
| 5.0.5.x                | Android 2.0 / 2.1 (Eclair)       | 19-03-2010        | |
| 5.0.6                  | Android 2.0 / 2.1 (Eclair)       | 16-04-2010        | |
| 5.0.7                  | Android 2.0 / 2.1 (Eclair)       | 25-05-2010        | |
| 5.0.8                  | Android 2.0 / 2.1 (Eclair)       | 19-07-2010        | Introducido ADWLauncher como lanzador predeterminado |
| 6.0.0                  | Android 2.2 (Froyo)              | 28-08-2010        | Introducido soporte para cámara-dual y ad hoc wifi. |
| 6.1.x                  | Android 2.2 (Froyo)              | 06-12-2010        | 6.1.0 en adelante basado en Android 2.2.1 |
| 7.0.x                  | Android 2.3 (Gingerbread)        | 10-04-2011        | 7.0.0 en adelante basado en Android 2.3.3 |
| 7.1.0                  | Android 2.3 (Gingerbread)        | 10-10-2011        | Basado en Android 2.3.5 |
| 7.2.0                  | Android 2.3 (Gingerbread)        | 16-06-2012        | Basado en Android 2.3.7, Soporte a nuevos dispositivos, traducciones actualizadas, marcado telefónico predictivo, capacidad para controlar la retroalimentación táctil en las horas de silencio, actualizaciones de bloqueo de pantalla, animaciones portadas de ICS, habilidad para configurar el icono del estado de la batería, muchos errores arreglados |
| 8.x                    | Android 3.x (Honeycomb)          | No lanzado        | Planificada, pero sucedida por Android 4.0 y CyanogenMod 9 |
| 9.x                    | Android 4.0 (Ice Cream Sandwich) | 09-08-2012        | Reconstruida desde cero, se basa en ICS y presenta mejoras en la interfaz gráfica y la velocidad. |
| 9.1                    | Android 4.0 (Ice Cream Sandwich) | 29-08-2012        | Soporte a nuevos dispositivos, solución de bugs, nueva funcionalidad: el pago por NFC y del sistema Simply Tapp. |
| 10.0                   | Android 4.1 (Jelly Bean)         | 15-11-2012        | Todos los dispositivos actualizados desde la versión 9.1, incluyendo todas las características de Jelly Bean. |
| 10.1                   | Android 4.2.2 (Jelly Bean)       | 24-06-2013        | |
| 10.2                   | Android 4.3 (Jelly Bean)         | 02-12-2013        | Basado en Android 4.3. Teléfono: nueva funcionalidad Blacklist. |
| 11.0 M1                | Android 4.4 (KitKat)             | 05-12-2013        | Basado en Android 4.4. WhisperPush: integración de TextSecure. |
| 11.0 M8                | Android 4.4 (KitKat)             | 08-07-2014        | Basado en Android 4.4.4. Dispositivos actualizados de Sony, Nightly-soporte a nuevos dispositivos (Sony Xperia Z2 y LG P880), nueva funcionalidad "Protected Apps", solución de bugs en OpenSSL y Towelroot exploit. |
| 12.0                   | Android 5.0 (Lollipop)           | 06-01-2015        | Basado en Android 5.0.2. Soporte a nuevos dispositivos (Xperia Z3, Z3 Compact, Z3 Tablet, Nexus 6...) |
| 12.1                   | Android 5.1 (Lollipop)           | 03-05-2015        | Basado en Android 5.1.1. Actualización con grandes mejoras, nuevas funcionalidades, solución de bugs y mejor rendimiento de los dispositivos |
| 13.0                   | Android 6.0 (Marshmallow)        | 08-10-2015        | Basado en Android 6.0. Estable |
| 14.0                   | Android 7.0 (Nougat)             | 10-2016           | Basado en Android 7.0. |
| 14.1                   | Android 7.1 (Nougat)             | 09-11-2016        | Basado en Android 7.1. |

## Dispositivos con CyanogenOS de fábrica
Los siguientes dispositivos son aquellos cuyos fabricantes dieron el visto bueno a Cyanogen y decidieron usarlo como el firmware de fábrica:
| Dispositivo                 | Firmware de fábrica |
| --------------------------- | ------------------- |
| Oppo N1                     | CyanogenOS 10.2     |
| Micromax YUREKA             | CyanogenOS 11       |
| OnePlus One                 | CyanogenOS 11S      |
| ZUK Z1                      | CyanogenOS 12.1     |
| Bq Aquaris X5               | CyanogenOS 12.1     |
| Alcatel OneTouch Pop Mirage | CyanogenOS 13.1     |